# Catastrophe aérienne de Tachikawa
La catastrophe aérienne de Tachikawa (立川基地グローブマスター機墜落事故, tachikawa-kichi-gurobumasutaki-tsuiraku-jiko) est le crash d'un avion Douglas C-124 Globemaster II de la United States Air Force, le jeudi 18 juin 1953. Trois minutes après le décollage depuis la base de Tachikawa au Japon, l'appareil s'écrase, tuant les 129 occupants. En 1953, ce crash est le plus meurtrier de l'histoire de l'aviation.

## Aéronef et occupants
L'avion, un Douglas C-124 Globemaster II utilisé par le 374e Troop Carrier Group, porte le numéro de série 51-0137. Il est propulsé par quatre moteurs Pratt & Whitney R-4360,.
L'avion transporte 122 passagers et 7 membres d'équipage. La plupart des passagers sont des aviateurs qui reprennent leurs fonctions en Corée du Sud après un congé de repos et de détente de cinq jours au Japon. Le commandant de l'avion, le major Herbert G. Voruz Jr, âgé de 37 ans, accumule alors plus de 6 000 heures de vol. Le pilote, le major Robert D. McCorkle, est également un aviateur expérimenté. Un autre pilote, le major Paul E. Kennedy, est aussi à bord pour effectuer des heures de vol supplémentaires.

## Accident
L'avion quitte la base aérienne de Tachikawa pour Séoul à 16:31 (JST). Une minute après le début du vol, le moteur no 1 (extérieur gauche) de l'avion a pris feu. Voruz coupe immédiatement le moteur et annonce par radio que l'avion doit se reposer en urgence à Tachikawa. L'ATC lui demande s'il souhaite effectuer une approche au sol (GCA), ce que Voruz accepte ; on l'entend alors crier "Give me more power!" à l'ingénieur de vol. Le contrôle au sol lui demande s'il peut maintenir l'altitude, ce à quoi Voruz répond "Roger". Cependant, alors que les pilotes s'apprêtent à retourner sur l'aérodrome, l'aile gauche décroche et l'avion part en roulis sur la gauche et entre dans un piqué irrécupérable. En désespoir de cause, les pilotes tentent de remonter, mais en vain. Le contrôle au sol leur demande s'ils déclarent une situation d'urgence, mais ne reçoit aucune réponse. Vers 16h33, le vol disparaît des écrans radar. À 16 h 34, le C-124 s'écrase sur un champ de pastèques à environ 3,5 miles de la base aérienne et explose à l'impact,.
Les deux moteurs tribord auraient continué à tourner pendant un certain temps après le crash.

## Réaction des urgences
Les équipes de la base aérienne et des pompiers locaux arrivent rapidement sur place, suivies par des aumôniers et des équipes d'identification. Une morgue temporaire est installée le temps que les victimes soient extraites de l'épave.
Le sergent-chef de l'USAF, Robert D. Vess, de retour de Tokyo en voiture avec sa femme, se trouve à approximativement 150 mètres lorsqu'il a voit l'avion perdre le contrôle et s'écraser. Vess s'arrête immédiatement et court vers le site où l'avion vient de s'écraser. Il sort de l'épave l'opérateur radio de l'avion, John H. Jordan Jr. qui est décède quelques minutes plus tard. Vess continue à chercher des survivants jusqu'à ce que les réservoirs de carburant de l'avion explosent. Le révérend Henry McCune, missionnaire américain qui vit à proximité, l'aide à extraire des corps de l'épave. Son fils Jonathan a pris des photos de l'épave avec son appareil photo Brownie.
À 16h50, la Tachikawa GCA appelle le 36e escadron de sauvetage aérien de la base aérienne Johnson sur le site de l'accident. Le lieutenant-colonel Theodore P. Tatum Jr, son copilote et une équipe de deux para-sauveteurs arrivent sur les lieux par hélicoptère à 17h13 ; leur inspection ultérieure confirme qu'il n'y a pas de survivants.

## Conséquences
Selon le rapport d'accident, l'accident a été causé par une mauvaise utilisation des commandes de volets de courbure par les pilotes et une perte de vitesse due à la défaillance d'un moteur bâbord,.
129 personnes sont décédées, et ce crash est resté l'accident aérien le plus meurtrier jusqu'en 1960, après la collision aérienne à New York. L'accident de Tachikawa est resté la catastrophe aérienne la plus meurtrière impliquant un seul avion jusqu'à ce qu'un Boeing 707 d'Air France s'écrase au décollage à l'Aéroport de Paris-Orly en 1962 lors du vol Air France 007.
Aucun décès n'est à déplorer parmi la population au sol, mais un homme qui se trouvait dans son champ de pastèques a été brûlé à la tête et aux mains.
Les habitants de la région érigent un monument à la mémoire des victimes de la tragédie peu de temps après le drame, mais le monument n'existe plus sur le site, qui est aujourd'hui une auto-école.